# Sageraea elliptica
Sageraea elliptica är en kirimojaväxtart som först beskrevs av A. Dc., och fick sitt nu gällande namn av Joseph Dalton Hooker och Thomas Thomson. Sageraea elliptica ingår i släktet Sageraea och familjen kirimojaväxter. Inga underarter finns listade i Catalogue of Life.